# Formatie van Fooz
De Formatie van Fooz is een geologische formatie in de ondergrond van de Belgische provincies Henegouwen, Namen en Luik. Deze formatie behoort tot het Onder-Devoon en bestaat merendeels uit siltsteen en zandsteen. Ze is genoemd naar het dorp Fooz in de provincie Luik.

## Beschrijving
De Formatie van Fooz bestaat hoofdzakelijk uit olijfgroene, soms rossige siltsteen. Deze siltsteen wisselt af met schalie of lichtgekleurde zandsteen die rijk is aan mica's of kaolien. De afwisseling is vaak fijn gelaagd, maar er komen ook lichter gekleurde lagen voor waarin bioturbatie overheerst. In de top van de formatie komen veel roodbruine kleuren voor. 
De basis van de formatie, het ongeveer 13 meter dikke Lid van Ombret, is tevens de basis van het Devoon. Onderaan bevindt zich een grof conglomeraat met klasten van kwartsiet, zandsteen en soms toermalijniet. Dit gaat over in een pakket grove arkosische zandsteen, met kenmerkende cross-beddingstructuren. 
De Formatie van Fooz is tussen de 150 en 200 meter dik. Met behulp van palynologie is ze in de top van het Lochkoviaan ingedeeld, de onderste etage in het Devoon. Dit betekent dat de ouderdom tussen de 415 en 410 miljoen jaar is.

## Verspreiding en stratigrafische relaties
De Formatie van Fooz komt alleen voor in de noordelijke flank van het Synclinorium van Dinant, waar ze dagzoomt als een oost-westliggende continue band ten noorden van het oostelijke traject van de Maas en de Samber langs de Midi-overschuiving. Het stratotype bevindt zich langs de Maas bij Dave.
De basis van de Formatie van Fooz ligt, stratigrafisch gezien, boven op een erosieve hoekdiscordantie met het Siluur (onder andere de Formaties van Génicot, Colibeau, Longues Royes en Moncheret). De discordantie vertegenwoordigt een sedimentair hiaat van een aantal miljoen jaar en is veroorzaakt door de Caledonische orogenese. 
De Formatie van Fooz wordt afgedekt door de massieve zandsteen van de Formatie van Bois d'Ausse, die eveneens deel van het Lochkoviaan is.